# گخ
شهر گخ در ایالت نوردراین-وستفالن در کشور آلمان واقع شده‌است.